# Si Phan Don

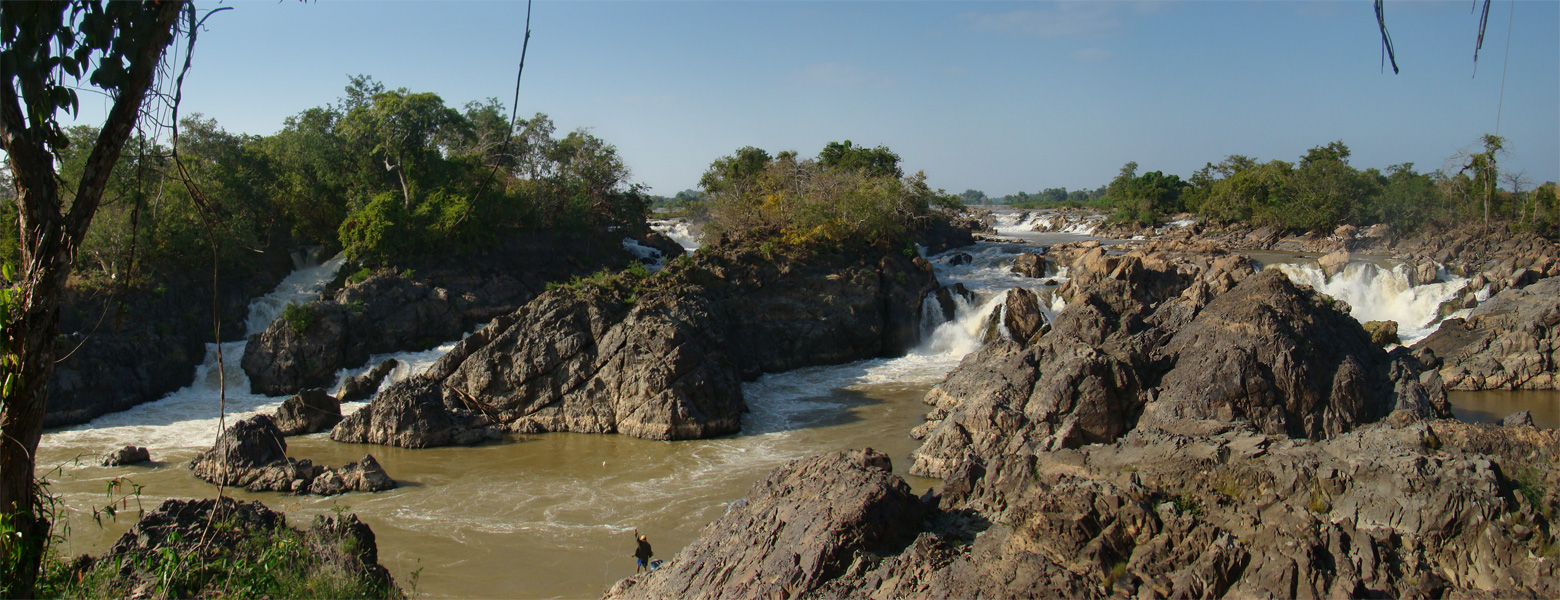
Thác Somphamit.

Si Phan Don (ສີ່ພັນດອນ trong tiếng Lào có nghĩa là 4.000 đảo) là một khu vực nằm trong tỉnh Champasak ở miền nam Lào.
Si Phan Don là một quần đảo ven sông ở sông Mê Kông tỉnh Champasak ở miền nam Lào. Si Phan Don là một phần của huyện Khong, bao gồm các đảo và một phần của đất liền ở phía đông. Si Phan Don nằm rải rác với vô số hòn đảo, một nửa trong số đó bị nhấn chìm khi sông Mê Kông bị lũ lụt. Các đảo chính của Si Phan Don là Don Khong (lớn nhất), Don Som (lớn thứ hai), Don Det và Don Khon. Si Phan Don giáp Campuchia và các mối quan hệ lịch sử và văn hóa liên kết người dân ở cả hai bên biên giới. Pakse là gần nhất trong số các thành phố lớn ở Lào trong khu vực.
Sông Mê Kông chảy qua tỉnh này và ngay trước khi tiến vào vùng biên giới với Campuchia thì lòng của nó về mùa mưa mở rộng tới 14 km và bị ngăn chặn lại bởi thác Khone, thác nước lớn nhất trong khu vực Đông Nam Á, bao gồm nhiều ghềnh thác và làm cho khu vực này trở thành gần như không thể vượt qua được đối với giao thông thủy. Trong thời kỳ người Pháp đô hộ, một tuyến đường sắt khổ hẹp đã được xây dựng để vận chuyển vượt qua các ghềnh thác ở đây. Ngày nay, các tàn tích của nó vẫn còn được lưu giữ phục vụ cho du khách.
Sông Mê Kông ở phía dưới thác Khone có một quần thể cá heo Irrawaddy khoảng 50 con.

## Hình ảnh
- Những ngôi nhà gỗ ở Don Khon
- Don Khon
- Chùa tại Don Som
- Don Det
- Đồng ruộng tại Don Det
- Thác Li Phi ở Don Khon
- Thác Khone Phapheng
- Don Khong
- Chở trâu qua sông Mekong